# Курт Локвуд
Курт Локвуд (англ. Kurt Lockwood, настоящее имя — Стив Фицджеральд (англ. Steve Fitzgerald), род. 4 июня 1970 года, Балтимор, Мэриленд, США) — американский порноактёр, режиссёр и модель, лауреат премии AVN Awards.

## Премии
- 2004 AVN Award — лучшая парная сцена, фильм (Compulsion) вместе с Эшли Лонг[2]
- 2004 Adam Film World Guide Award — лучший актёр, фильм (Compulsion — Elegant Angel)[3]
- 2005 AVN Award — лучшая сцена втроём, видео (Stories: Lovers & Cheaters) вместе с Дэни Вудвэрд и Барреттом Блэйдом[4]
- 2007 AVN Award — лучший актёр второго плана, фильм (To Die For)[5]